# Owady chronione w Polsce
Owady (Insecta) – objęte w Polsce ochroną ścisłą i częściową od 8 października 2014 do 1 stycznia 2017.
| Ochrona ścisła                                  |
| Ważki (Odonata)                                 |
| ----------------------------------------------- |
| trzepla zielona (Ophiogomphus cecilia)          |
| iglica mała (Nehalennia speciosa)               |
| łątka ozdobna (Coenagrion ornatum)              |
| zalotka białoczelna (Leucorrhinia albifrons)    |
| zalotka spłaszczona (Leucorrhinia caudalis)     |
| zalotka większa (Leucorrhinia pectoralis)       |
| żagnica zielona (Aeshna viridis)                |
| żagnica północna (Aeshna caerulea)              |
| Prostoskrzydłe (Orthoptera)                     |
| stepówka (Gampsocleis glabra)                   |
| ''Isophya stysi''                               |
| Modliszki (Mantodea)                            |
| modliszka zwyczajna (Mantis religiosa)          |
| Pluskwiaki (Hemiptera)                          |
| piewik podolski (Cicadetta podolica)            |
| Chrząszcze (Coleoptera)                         |
| biegacz Bessera (Carabus besseri)               |
| biegacz Fabrycjusza (Carabus fabricii)          |
| biegacz urozmaicony (Carabus variolosus)        |
| biegacz Zawadzkiego (Carabus zawadzkii)         |
| Bolbelasmus unicornis                           |
| bogatek wspaniały (Buprestis splendens)         |
| kozioróg dębosz (Cerambyx cerdo)                |
| nadobnica alpejska (Rosalia alpina)             |
| sichrawa karpacka (Pseudogaurotina excellens)   |
| średzinka (Mesosa myops)                        |
| pogrzybnica Mannerheima (Oxyporus mannerheimii) |
| kreślinek nizinny (Graphoderus bilineatus)      |
| pływak szerokobrzeżek (Dytiscus latissimus)     |
| ponurek Schneidera (Boros schneideri)           |
| pachnica dębowa (Osmoderma spp.)                |
| rozmiazg kolweński (Pytho kolwensis)            |
| tęcznik marszczony (Calosoma reticulatum)       |
| tęcznik ziarenkowaty (Calosoma investigator)    |
| konarek tajgowy (Phryganophilus ruficollis)     |
| zagłębek bruzdkowany (Rhysodes sculcatus)       |
| zgniotek cynobrowy (Cucujus cinnaberinnus)      |
| zgniotek szkarłatny (Cucujus haematodes)        |
| krawiec głowacz (Lethrus apterus)               |
| Motyle (Lepidoptera)                            |
| barczatka kataks (Eriogaster catax)             |
| czerwończyk fioletek (Lycaena helle)            |
| czerwończyk nieparek (Lycaena dispar)           |
| modraszek arion (Maculinea arion)               |
| modraszek eros (eroides) (Polyommatus eroides)  |
| modraszek gniady (Polyommatus ripartii)         |
| modraszek nausitous (Maculinea nausithous)      |
| modraszek telejus (Maculinea teleius)           |
| krasopani hera (Callimorpha quadripunctaria)    |
| niepylak apollo (Parnassius apollo)             |
| niepylak mnemozyna (Parnassius mnemosyne)       |
| górówka sudecka (Erebia sudetica)               |
| osadnik wielkooki (Lopinga achine)              |
| przeplatka aurinia (Euphydryas aurinia)         |
| przeplatka maturna (Euphydryas maturna)         |
| strzępotek edypus (Coenonymha oedippus)         |
| strzępotek hero (Coenonympha hero)              |
| ksylomka strix (Xylomoia strix)                 |
| postojak wiesiołkowiec (Proserpinus proserpina) |
| Błonkoskrzydłe (Hymenoptera)                    |
| zadrzechnia czarnoroga (Xylocopa valga)         |

| Ochrona częściowa                                 |
| Ważki (Odonata)                                   |
| ------------------------------------------------- |
| gadziogłówka żółtonoga (Gomphus flavipes)         |
| łątka zielona (Coenagrion armatum)                |
| straszka północna (Sympecma paedisca)             |
| miedziopierś górska (Somatochlora alpestris)      |
| miedziopierś północna (Somatochlora arctica)      |
| szklarnik leśny (Cordulegaster boltonii)          |
| żagnica torfowcowa (Aeshna subarctica)            |
| Chruściki (Trichoptera)                           |
| krynicznia wilgotka (Crunoecia irrorata)          |
| Chrząszcze (Coleoptera)                           |
| biegacz dołkowany (Carabus irregularis)           |
| biegacz bagienny (Carabus clathratus)             |
| biegacz gładki (Carabus glabratus)                |
| biegacz zielonozłoty (Carabus auronitens)         |
| biegacz wspaniały (Carabus excellens)             |
| biegacz wypukły (Carabus convexus)                |
| biegacz karpacki (Carabus obsoletus)              |
| biegacz leśny (Carabus sylvestris)                |
| biegacz Menetriesa (Carabus menetriesi)           |
| biegacz obrzeżony (Carabus marginalis)            |
| biegacz pomarszczony (Carabus intricatus)         |
| biegacz problematyczny (Carabus problematicus)    |
| biegacz Scheidlera (Carabus scheidleri)           |
| biegacz skórzasty (Carabus coriaceus)             |
| biegacz stepowy (Carabus scabriusculus)           |
| biegacz szykowny (Carabus nitens)                 |
| biegacz transylwański (Carabus transylvanicus)    |
| biegacz Ulricha (Carabus ulrichii)                |
| poraj (Dicerca moesta)                            |
| pysznik jodłowy (Eurythyrea austriaca)            |
| pysznik dębowy (Eurythyrea quercus)               |
| dębosz żukowaty (Aesalus scarabaeoides)           |
| jelonek rogacz (Lucanus cervus)                   |
| wynurt (Ceruchus chrysomelinus)                   |
| dąbrowiec samotnik (Akimerus schaefferi)          |
| gracz borowy (Tragosoma depasrium)                |
| kozioróg bukowiec (Cemmbyx scopolii)              |
| taraniec jedwabisty (Dorcadion holosericeum)      |
| taraniec paskowany (Dorcadion scopoli)            |
| taraniec płowy (Dorcadion fulvum)                 |
| tęcznik mniejszy (Calosoma inquisitor)            |
| tęcznik dołkowany (Calosoma auropunctatum)        |
| tęcznik liszkarz (Calosoma sycophanta)            |
| zmorsznik białowieski (Stictoleptura variicornis) |
| zmorsznik olbrzymi (Macroleptura thoracica)       |
| Velleius dilatatus                                |
| pływak lapoński (Dytiscus lapponicus)             |
| kwietnica okazała (Protaetia aeruginosa)          |
| sprężyk rdzawy (Elater ferrugineus)               |
| pilnicznik fiołkowy (Limoniscus violaceus)        |
| jeziornica rdestnicowa (Macroplea appendiculata)  |
| jeziornica rupiowa (Macroplea mutica)             |
| wygonak (Ochodaeus chrysomeloides)                |
| Motyle (Lepidoptera)                              |
| dostojka akwilonaris (Boloria aquilonaris)        |
| dostojka eunomia (Boloria eunomia)                |
| modraszek alkon (Maculinea alcon)                 |
| modraszek bagniczek (Plebeius optilete)           |
| modraszek orion (Scolitantides orion)             |
| modraszek Rebela (Maculinea rebeli)               |
| mszarnik jutta (Oeneis jutta)                     |
| pasyn lucylla (Neptis rivularis)                  |
| paź żeglarz (Iphiclides podalirius)               |
| przestrojnik titonus (Pyronia tithonus)           |
| skalnik alcyona (Hipparchia alcyone)              |
| skalnik bryzeida (Chazara briseis)                |
| skalnik driada (Minois dryas)                     |
| strzępotek soplaczek (Coenonympha tullia)         |
| szlaczkoń torfowiec (Colias palaeno)              |
| szlaczkoń szafraniec (Colias myrmidone)           |
| wstęgówka bagienka (Catocala pacta)               |
| Błonkoskrzydłe (Hymenoptera)                      |
| mrówka łąkowa (Formica pratensis)                 |
| mrówka pniakowa (Formica truncorum)               |
| mrówka północna (Formica aquilonia)               |
| mrówka smętnica (Formica lugubris)                |
| mrówka rudnica (Formica rufa)                     |
| mrówka ćmawa (Formica polyctena)                  |
| rozrożka chabrowa (Tetralonia dentata)            |
| porobnica mularka (Anthophora parietina)          |
| porobnica opylona (Anthophora pubescens)          |
| porobnica włochatka (Anthophora plumipes)         |
| trzmiel ciemnopasy (Bombus ruderatus)             |
| trzmiel czarnopaskowany (Bombus schrencki)        |
| trzmiel gajowy (Bombus lucorum)                   |
| trzmiel grzbietoplamy (Bombus maculidorsis)       |
| trzmiel kamiennik (Bombus lapidarius)             |
| trzmiel leśny (Bombus pratorum)                   |
| trzmiel ogrodowy (Bombus hortorum)                |
| trzmiel olbrzymi (Bombus fragrans)                |
| trzmiel ozdobny (Bombus distinguendus)            |
| trzmiel parkowy (Bombus hypnorum)                 |
| trzmiel paskowany (Bombus subterraneus)           |
| trzmiel pirenejski (Bombus pyrenaeus)             |
| trzmiel rdzawoodwłokowy (Bombus pomorum)          |
| trzmiel różnobarwny (Bombus soroeensis)           |
| trzmiel rudonogi (Bombus ruderarius)              |
| trzmiel rudoszary (Bombus sylvarum)               |
| trzmiel rudy (Bombus pascuorum)                   |
| trzmiel stepowy (Bombus laesus)                   |
| trzmiel szary (Bombus veteranus)                  |
| trzmiel sześciozębny (Bombus wurfleini)           |
| trzmiel tajgowy (Bombus jonellus)                 |
| trzmiel wielkooki (Bombus confusus)               |
| trzmiel wschodni (Bombus semenoviellus)           |
| trzmiel wyżynny (Bombus elegans)                  |
| trzmiel ziemny (Bombus terrestris)                |
| trzmiel zmienny (Bombus humilis)                  |
| trzmiel żółtopasy (Bombus sichelii)               |
| trzmiel żółty (Bombus muscorum)                   |
| zadrzechnia fioletowa (Xylocopa violacea)         |